# Henderson (hrabstwo Jefferson)
Henderson – jednostka osadnicza w Stanach Zjednoczonych, w stanie Nowy Jork, w hrabstwie Jefferson.